# Ammophila asiatica
Ammophila asiatica es una especie de avispa del género Ammophila, familia Sphecidae.

## Taxonomía
Fue descrito por primera vez en 1971 por Tsuneki. 